# Dusky Ridge
Dusky Ridge är en bergstopp i Antarktis. Den ligger i Östantarktis. Australien gör anspråk på området. Toppen på Dusky Ridge är 1 615 meter över havet, eller 39 meter över den omgivande terrängen. Bredden vid basen är 0,67 km.
Terrängen runt Dusky Ridge är bergig. Trakten är obefolkad. Det finns inga samhällen i närheten. 